# إميل كراوزه
إميل كراوزه (بالألمانية: Emil Krause)‏ هو لاعب كرة قدم ألماني، ولد في 21 يناير 1908 في برلين في ألمانيا، وتوفي في 2 أغسطس 1962. شارك مع منتخب ألمانيا لكرة القدم. أما مع النوادي، فقد لعب مع تنس بوروسيا برلين ونادي هرتا برلين.

## وصلات خارجية
- إميل كراوزه على موقع قاعدة بيانات كرة القدم.إي يو (الإنجليزية)
- إميل كراوزه على موقع ناشيونال فوتبول تيمز (الإنجليزية)
- إميل كراوزه على موقع عالم كرة القدم.نت (الإنجليزية)